# Michail Dmitrievič Teben'kov
Michail Dmitrievič Teben'kov, in russo Михаил Дмитриевич Тебеньков? (1802 – San Pietroburgo, 3 aprile 1872), è stato un militare, esploratore, oceanografo e topografo russo.
Viceammiraglio della marina imperiale russa, esplorò l'Alaska, diresse la compagnia russo-americana e fu governatore dell'America russa (1845-1850) .

## Biografia
Diplomatosi nel 1821 alla scuola del Corpo dei Cadetti della Marina in russo Морской кадетский корпус?, prestò servizio su diverse navi nel mar Baltico per i successivi tre anni. Nel 1824, venne messo a capo di un'esplorazione forestale ai fini della costruzione navale vicino a Narva. Nel gennaio del 1825 entrò a far parte della compagnia russo-americana e fu quindi al comando dei brigantini della società: il Golovnin, il Rjurik, il Čičagov, e di uno sloop, l'Urup, tra il 1826 e il 1834.
Teben'kov fece i rilievi topografici del Norton Sound per conto del servizio idrografico imperiale russo nel 1831 e fu il primo europeo ad avvistare la baia che oggi porta il suo nome. La baia di Teben'kov, su Kuiu Island, fu da lui rilevata nel 1833 prima di far ritorno a San Pietroburgo.
Nel 1835 salpò da Kronštadt, diretto nuovamente verso l'Alaska passando per Capo Horn, al comandando della corvetta Elena  della compagnia russo-americana. Arrivò a Sitka nel mese di aprile del 1836.
Teben'kov è forse stato il miglior topografo russo del tempo, dedicando un paziente lavoro ai rilevamenti della costa dell'Alaska. La sua opera più famosa è l'Atlante delle coste nord-ovest d'America: dallo Stretto di Bering a Capo Corrientes e delle Isole Aleutine, pubblicata nel 1852.
Oltre alla baia Teben'kov, sono stati dedicati a lui il ghiacciaio Teben'kov, il monte Teben'kov e capo Teben'kov (Point Tebenkof) a nord dell'isola di Unalaska.